# Франсиско-Писарро
Франсиско-Писарро (исп. Francisco Pizarro) — муниципалитет в составе департамента Нариньо Колумбии, является частью провинции Пасифико-Сур. Административный центр — Салаонда.

## Топоним
Название восходит к имени конкистадора Франсиско Писсаро, высадившегося со своими соратниками в 1527 году на берег острова Гальо, который в настоящее время входит в состав муниципалитета.

## Географическое положение

Муниципалитет Франсиско-Писарро

Муниципалитет Франсиско-Писарро граничит на севере и юго-востоке с территорией муниципалитета Тумако, на востоке — с муниципалитетом Роберто-Паян, на северо-востоке — с муниципалитетом Москера, на юге и западе омывается водами Тихого океана. Площадь муниципалитета составляет 956 км².

## Население
По данным Национального административного департамента статистики Колумбии, численность населения муниципалитета в 2024 году составляла 14 944 человека.
Динамика численности населения муниципалитета по годам:
| 2005   | 2010   | 2015   | 2020   | 2021   | 2022   | 2023   | 2024   |
| ------ | ------ | ------ | ------ | ------ | ------ | ------ | ------ |
| 11 029 | 12 910 | 15 039 | 14 545 | 14 675 | 14 772 | 14 861 | 14 944 |

Согласно данным переписи 2005 года мужчины составляли 53,7 % от населения Франсиско-Писарро, женщины — соответственно 47,8 %. В расовом отношении негры, мулаты и райсальцы составляли 94,3 % от населения города; белые и метисы — 5,4 %; индейцы — 0,3 %.
Уровень грамотности среди всего населения составлял 77,2 %.

## Экономика
63,6 % от общего числа муниципальных предприятий составляют предприятия торговой сферы, 27,3 % — предприятия сферы обслуживания, 9,1 % — промышленные предприятия.